# 2004 FH
2004 FH är ett jordnära objekt som upptäcktes 16 mars 2004 några dagar innan det passerade jorden. Asteroiden har en diameter på 18–30 m och passerade på ett avstånd av 43 000 km från jorden vilket kan jämföras med 35 790 km för geostationära satelliter.

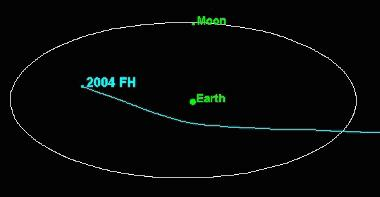
2004 FH:s bana i jorden-månen-systemet, (Nasa)

Asteroider som är mindre än 50 meter i diameter betraktas ofta som meteorider istället. Sådana objekt skulle brinna upp i atmosfären vid en eventuell kollision med jorden. Risken för att 2004 FH skulle kollidera med jorden vid de följande nära passagerna år 2098 och år 2107 är mindre än en på etthundra tusen.